# Гагара червоношия
Гагара червоношия (Gavia stellata) — вид птахів родини гагарових (Gaviidae). Гніздиться на півночі Євразії та Північної Америки. Вид перебуває під охороною Бернської конвенції та ряду інших природоохоронних документів.

## Морфологічні ознаки
Найдрібніша з гагар: вага 1,1–2,5 кг, довжина 53–69 см, крило 25,7–31 см, розмах 105—120 см.
Білі плями на спині та крилах відсутні, є тільки дрібні білі крапки, яких здалека не видно, верх тіла і крил здаються однотонно сірими. Черево біле. Голова і боки шиї сірі, на задній стороні шиї білі смужки. У шлюбному вбранні з невеликої відстані видно руду(«червону») пляму на передній стороні шиї. З великої відстані пляма здається чорною, і хорошою польовою ознакою служити не може. Дзьоб тонкий, відносно слабкий, гребінець наддзьобка прямий. Наддзьобок злегка прогнутий, і тому птахи виглядають злегка «кирпатими», враження посилюється манерою тримати дзьоб злегка підведеним. Ця ознака особливо важлива для розпізнавання молодих і дорослих у зимовому вбранні, які схожі на молодих. Колір дзьоба чорнуватий, у молодих і зимових птахів світло-сірий з темним гребінцем. Лапи чорні, на перетинках рожевувата пляма. Око червонувато-коричневе у молодих, майже червоне у дорослих птахів.
У самця і самиці у шлюбному вбранні голова і шия попелясто-сірі з чорним подовжнім штриховим малюнком на тімені й потилиці, що переходить у виразну чорно-білу смугастість на задній стороні шиї, яка виходить на боки в нижній її частині. Спереду біля основи шиї видовжена трикутна або трапецієподібна червонясто-каштанова пляма. Спина і верхні криючі крила бурі або сірувато-бурі з більшим або меншим розвитком білого плямистого малюнка в передній частині спини. Спід крила білий з темним неправильним малюнком, підхвістя чорнувато-коричневе з білими плямами. Груди та живіт перлинно-білі. Крила керманичні(рульові) й махові буро-сірі.
У зимовому вбранні у самиці й у самця верх голови та задній бік шиї темно-сірі з тонким білим поздовжнім малюнком, спина і верхні (криючі) крила (верхня сторона тіла) сірувато-бурі з дрібними білими плямами, нижня частина голови, передня сторона шиї, груди та живіт білі, з легкою домішкою сірого на голові та шиї. Підхвістя біле з поперечною темною смугою поблизу анального отвору. Червонясто-каштанова пляма відсутня, але від неї можуть залишатись фрагментарні сліди.
Перше вбрання пташеняти темно-буре, трохи світліше на нижній стороні тіла, навколо ока неясний світлий обідок, пух короткий і щільний. Друге вбрання: аналогічне першому, але дещо світліше, черевна сторона буро-сіра (але не біла!). Гніздове вбрання схоже на зимове вбрання дорослих птахів, але верхня сторона тіла дещо світліша, білі плями, що утворюють малюнок на спинній стороні, вужчі й довші, брудно-білі, зверху голови та на задній стороні шиї відсутній білий малюнок, на щоках, горлі й нижній стороні шиї — помітна домішка сіруватих пір'їн. У проміжному вбранні при загальному гніздовому наряді присутнє окреме пір'я шлюбного вбрання, особливо на горлі й шиї.

## Голос
Шлюбна пісня — гучні хрипкі звуки «хуеррру, хуеррру», повторювані багато разів підряд, причому часто — дуетом, обома членами пари. Від птахів, що летять, можна чути гучні звуки, дещо схожі на хрипке каркання і на гусяче ґелґотіння одночасно, — ритмічно повторюване «га-га-рра, — га-га-рра». При пірнанні переляканий птах часто створює мелодійні короткі звуки «уі»,— схожі на аналогічні звуки чорноволих гагар, але дещо м'якші, ніжніші, вищі тоном.

## Поширення
Гніздиться на півночі Європи, Азії і Північної Америки. У Західній Європі це: Норвегія, Фінляндія, Швеція, Північна Ірландія, Північна Шотландія, Ісландія, Гебридські, Оркнейські, Шетландські й Фарерські острови, Шпіцберген, Ведмежий острів. У Північній Америці: арктичні острови і материкова частина Канади на південь до 50-ї паралелі, Аляска, узбережжя Гудзонової затоки, півострів Лабрадор, Ньюфаундленд, прибережні райони Гренландії. У колишньому СРСР: архіпелаги Земля Франца-Йосифа і Нова Земля, острови Колгуєв, Вайгач, Новосибірські острови, Острів Врангеля, Курильські острови (Парамушир і Симушир), Командорські і Шантарські острови, на материку в північній частині країни від Прибалтики (Латвія, Естонія) і Кольського півострова (включаючи прилеглі Айновські острови і Сім островів) до Чукотського півострова, Камчатки і узбереж Охотського моря. Південна межа гніздового ареалу вивчена недостатньо. Гніздування відмічене у Вологодській області (62° пн. ш.), на Обі поблизу Березово (67° пн. ш.), у басейні Тазу (63° пн. ш.), у басейні Єнісею під 59° пн. ш., можливо, в північному Прибайкаллі, у басейні Вілюя, близ Якутська, на озері Кізі в нижній течії Амура. Гніздування в південній половині ареалу, ймовірно, спорадичне і нерегулярне. Історичні зміни ареалу, якщо вони були, мабуть, незначні.
У Західній Європі зимує в прибережних водах Атлантики і Північному морі біля узбереж Норвегії, Швеції, Данії, Англії, Німеччини, Бельгії, Нідерландів і Франції, в невеликому числі у Біскайській затоці та біля західних узбереж Португалії, біля середземноморських узбереж Франції, в Адріатичному морі, біля чорноморських узбереж Румунії, Болгарії і Туреччини. В Азії зимує біля каспійських узбереж Ірану, біля берегів Японії і Китаю, в Північній Америці — на західних узбережжях від Алеутських островів і Аляски до Каліфорнії, на східних — від Нової Шотландії до Флориди, а також на Великих озерах. У країнах колишнього СРСР регулярно зимує на Чорному і Каспійському морях, біля узбереж Камчатки і Курильських островів, нерегулярно — біля Кольського півострова (Оленяча губа) і на озері Севан.
Найбільш звичайна для дрібних водойм зони тундри. Поза зоною тундри рідкісна або одинична. Навіть у зоні тундри чисельність розподіляється нерівномірно. Так, на Ямалі на окремих ділянках щільність становила в 1978 р. до 20 гніздових пар на 100 км², а в нижній течії Індигірки всього 2-4 пари на 100 км². На західному Таймирі щільність становить 1-3 пари на кожні десять озер. На північ вона проникає значно далі за інші види гагар, аж до арктичних пустель. Гніздиться на плоскогір'ях до висоти 500 м над рівнем моря. Основна умова — наявність гніздових (дрібні і дуже дрібні озера) і кормових (великі озера, річки, морські узбережжя) біотопів. Оптимальні для гніздування ландшафти — рівнинна, дуже заболочена тундра з розвиненою мережею озер, річкові долини та приморська тундра. На прольоті та зимівлях — великі озера та річки, морські затоки.
У більшості районів спільного мешкання червоношийої та чорношийої або білошийої гагар останні значно переважають в чисельності (можлива харчова конкуренція) і тільки місцями (на Кольському півострові, на узбережжях Білого моря, в деяких районах Чукотського півострова) спостерігається зворотне співвідношення.

## Спосіб життя

### Активність
Червоношия гагара прекрасно плаває та пірнає. На воді птах тримається досить високо (проте зазвичай нижче качок), при небезпеці занурюється так, що над водою залишається тільки вузька смужка спини, голова і шия, а іноді взагалі видна тільки голова. Часто вертикально підводиться на воді, ляскаючи крилами, охоче плаває на боці і навіть черевом догори. Пірнає абсолютно беззвучно, опускаючи голову у воду, але іноді пірнання супроводжується гучним сплеском («гучне пірнання» входить як складник до територіальної та шлюбної поведінки, а також до відволікаючої демонстрації біля гнізда). Під водою пливе, працюючи ногами, допомагаючи іноді рухами крил. Найбільша тривалість перебування під водою 90 секунд, зазвичай 40-50 с. Глибина пірнання 2-9 м, проте відомі випадки пірнання до 21 м. У польоті червоношия гагара схожа на качку, але через витягнуті назад порівняно великі лапи здається відносно довгою і короткокрилою. Політ швидкий прямолінійний, з частими досить глибокими помахами крил, шия у польоті витягнута вперед і прогнута вниз. Літають червоношиї гагари поодинці, і навіть шлюбні партнери ніколи не тримаються в повітрі близько один до одного. З води птах піднімається помітно легше за інших гагар, з невеликим розгоном, при посадці на воду опускається не на лапи, як качки, а на груди. У зв'язку з цим нерідко гніздиться на дуже маленьких водоймах, іноді метрів 5 у поперечнику. По суші пересувається лише в крайніх випадках, повзучи на череві, відштовхуючись лапами і допомагаючи собі крилами, або у вертикальному положенні з опущеною до землі головою. Легше за інших гагар піднімається із землі і навіть може іноді сідати на землю з польоту. Взагалі червоношия гагара літає охочіше за інших гагар і часто при небезпеці віддає перевагу польоту над пірнанням. Саме через здатність злітати майже без розгону червоношия гагара часто селиться на невеликих (10-15 м) озерцях, звідки щодня літає годуватися на великі озера, багаті рибою.
Активні цілодобово, особливо в період гніздування у високих широтах, в умовах цілодобової освітленості. Демонстрація територіальної і шлюбної поведінки в основному вночі, міграції частіше у світлий час доби, але досить звичайні і вночі. У позагніздовий період тримаються поодинці, парами або невеликими зграями. В цілому більш соціальні, ніж інші види гагар, що добре помітно під час годування, коли вони збираються на водоймі невеликими групами, по чотири-вісім птахів. Іноді навіть на гніздових озерах утворюють подібність колоній чисельністю до 20 пар. На зимівлях і прольоті в місцях, багатих кормом, червоношиї гагари збираються в досить значні скупчення, що налічують іноді 175 і навіть 500 птахів.
Найбільший відомий вік — близько 24 років.

## Линяння
Послідовність зміни нарядів у червоношийої гагари така: перший пуховий — другий пуховий — гніздовий (перший зимовий) — проміжний (неповний шлюбний) — перший шлюбний — зимовий (остаточний) — другий шлюбний (остаточний).
Перший пуховий наряд, утворений щільним м'яких пухом, у віці 10—20 днів змінюється другим пуховим нарядом. У віці п'яти-шести тижнів цей пух витісняється пеньками пір'їн, що з'являються, і зношується на вуздечці, навколо очей, на череві і в плечовій області, але залишається аж до підйому на крило на боках і крижах. В цей же час на спині з'являється новий пух, що дає початок дефінітивному пуховому покриву. Перші пеньки на крилах з'являються у віці близько 2,5-3 тижнів, коли пташеня ще повністю покрите пухом. Формування гніздового наряду закінчується до середини серпня — початку вересня. З грудня — лютого на зимівлях починається неповне линяння в проміжний наряд (змінюється контурне перо на тілі, частина рульових і частина криючих крил, окремі елементи оперення дорослих птахів з'являються на горлі і спині). У травні-червні завершується линяння в перший шлюбний наряд, при якому змінюється велика частина зимового пера (першорядні махові зберігаються від гніздового наряду, як і окреме контурне пір'я, що не змінилося, на тілі). Осіннє линяння в остаточне зимове вбрання протікає так само, як післягніздове линяння дорослих птахів, але першорядні махові махові линяють раніше, ще влітку.
Післягніздове линяння, на відміну від інших видів гагар, повне проходить з кінця вересня по грудень, причому першорядні махові змінюються одночасно, у зв'язку з чим птахи тимчасово втрачають здатність до польоту. Передшлюбна линька дорослих птахів неповна, змінюється контурне перо на тілі, рульові і частина криючих крил. Линька починається в лютому — початку квітня, перші птахи в повному шлюбному наряді з'являються в середині квітня.

## Міграція
Сезонні міграції червоношийої гагари вивчені недостатньо. Ймовірно, птахи мігрують порівняно широким фронтом без виразно виражених місць концентрації. Основні напрями — від західного до південно-східного. До зимівель на Північному морі і атлантичних узбережжях Європи гагари пролітають через район Білого моря, Карелії і Прибалтики, на чорноморські зимівлі — через центральні області європейської частини і Україну, на каспійські — через Казахстан і Західний Сибір. Птахи зі східно-сибірської тундри і з Чукотки мігрують восени, мабуть, в південно-східному, південному і південно-західному напрямах, проте прямих доказів цьому немає.
На прольоті червоношиї гагари тримаються поодинці і парами, рідко утворюють невеликі (можливо, сімейні) групи. Проліт проходить як вдень, так і в нічний час, зазвичай на значній висоті, із зупинками на відповідних водоймах. Повсюдно червоношиї гагари на прольоті спостерігаються відносно рідко.
Початок осінньої міграції пов'язаний з часом підняття на крило молодих птахів, в цілому це збігається з кінцем серпня — першою половиною вересня. Закінчується осіння міграція із замерзанням прісних внутрішніх водойм (кінець жовтня — листопад), по морських узбережжях проліт триває увесь листопад, захоплюючи іноді початок грудня. Весняний проліт з кінця березня по червень.

## Живлення
Добування корму спостерігається як вдень, так і вночі. На дрібних гніздових озерах червоношиї гагари не добувають їжу і регулярно літають годуватися на інші водойми — на великі озера, частіше на річки або на море. Кормові польоти можуть бути дуже далекими, до 10 км і більше. На відміну від інших гагар, червоношиї гагари воліють добувати корм на мілководдях озер і часто годуються на річкових перекатах, пірнаючи проти течії, подібно до крехів. Корм добувають під водою при пірнанні, здобич хапають дзьобами, вбивають стискуванням дзьоба. Ділянка для полювання при кожному вильоті в сприятливих умовах становить 2—2,5 га.
Основний вид їжі — дрібна риба, ймовірно, та, яка домінує за чисельністю в конкретній водоймі. На прісних водоймах основну роль грають памолодь сигових і лососевих (особливо палія), плітка, ялець, щука, верховодка, окунь і бички. Як другорядні корми відмічені ікра риб, жаби, ракоподібні (у тому числі краби), різні молюски, водяні комахи і черв'яки, хоча можливо, що частина цих об'єктів потрапляє в шлунки гагар з рибою. Ранньої весни, коли багаті рибою водойми ще під льодом, червоношиї гагари вживають і рослинну їжу.

## Розмноження

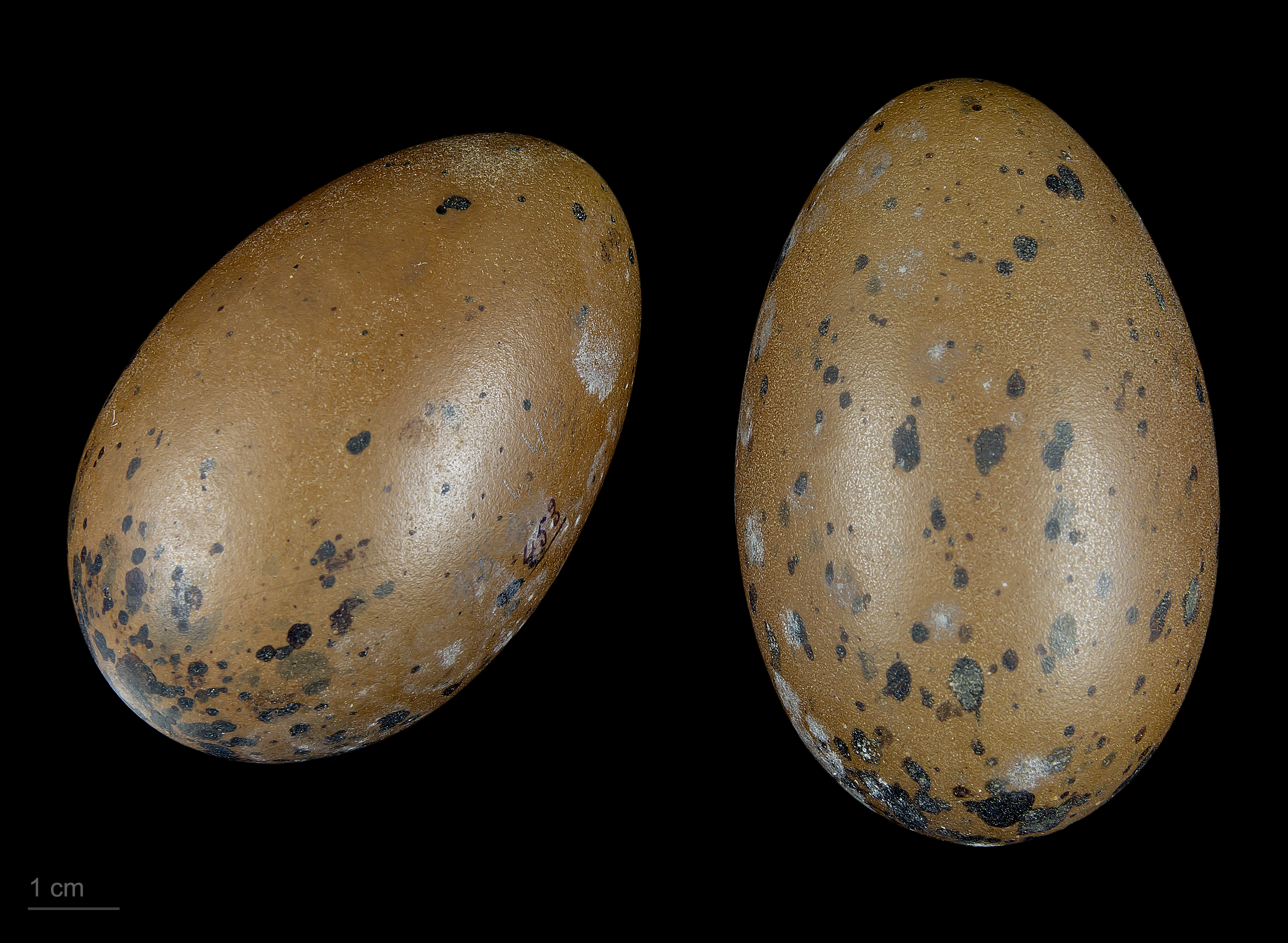
Яйця гарари червоношийої — Тулузький музей

Дорослі птахи щорічно повертаються до місць гніздування, і при недоліку відповідних водойм — гніздяться на постійному озерці, часто використовуючи одне і те ж гніздо. Розмножуватися починають у віці 2-6 років. Моногамні. Пари, ймовірно, постійні, в усякому разі, на зимівлях птахи часто тримаються в парах, а на місцях гніздування з'являються завжди в парах. Утворення пар у птахів, що досягли статевої зрілості, або при загибелі одного з партнерів відбувається, мабуть, не на зимівлях, а влітку в межах гніздового ареалу. На місця гніздування червоношиї гагари прилітають порівняно пізно, коли у озер з'являються досить великі закраїни, на річках утворюються промоїни, а дрібні водойми відтають повністю. Час прильоту залежить не лише від місцевих погодних умов, але і від широти місцевості: на півночі європейської частини і в Західній Європі (близько південної межі ареалу) приліт з першої декади травня по початок червня, в тундрі Східного Сибіру в першій-другій декадах червня.
Для гніздування червоношия гагара віддає перевагу зовсім невеликим по площі (менше 1 га) водойми, часто значно (до десяти кілометрів) віддалені від кормових біотопів — великих озер, багатих рибою річок або морського узбережжя. Нерідко такі гніздові водойми досягають всього 10—15 м в довжину, і розмір їх, імовірно, обмежується необхідною для зльоту протяжністю водної поверхні. Характер водойми може бути різним. В межах тайгової і лісотундрової зон це, як правило, оліготрофні озера серед сфагнових боліт або в міжгірських пониженнях, з чіткими, позбавленими прибережної рослинності берегами. Таких же водойм дотримується червоношия гагара і у відносно добре дренованій вододільній тундрі. У великій, дуже зволоженій рівнинній тундрі річкових долин вона віддає перевагу дрібним озерцям, які добре прогріваються та заросли навколоводною рослинністю, часто розташованим в межах улоговин великих озер. Кожне таке озерце, як правило, займає одна пара. Характерно, що озера, на яких гніздиться червоношия гагара, часто абсолютно безкормні. Більші, проточні, глибокі, багаті їжею озера, яким надають перевагу чорношиї гагари, червоношиїми, як правило, не заселяються. Пара від пари гніздиться далеко, проте для Західної Європи за нестачі відповідних місць гніздування відомі випадки утворення на великих озерах подібності колоній чисельністю до 20 пар. Територіальна поведінка проявляється в польотах над гніздовою ділянкою, що супроводжуються криком. Територіальні пари з води відповідають сусіднім парам або птахам, що порушили межі території, «виючим» або «довгим» криком, причому кричати може як один з партнерів, так і обоє. У тих випадках, коли птах, що порушив межі гніздової ділянки знаходиться на воді, територіальна пара пливе йому назустріч, приймаючи позу тривоги, специфічну для червоношиїх гагар (шия витягнута вгору і вперед, дзьоб спрямований криво вгору), під час якої демонструється каштанова пляма на горлі. Потім пара починає занурювати дзьоби у воду і з плескотом пірнати, супроводжуючи це каркаючим криком, після чого слідує демонстрація «зміїної церемонії»: птахи повільно плавають пліч-о-пліч, глибоко зануривши тіло у воду, витягнувши шиї і видаючи унісональний дует (довгий крик). Ще більшу міру агресії виражає так звана «поза пінгвіна»: обидва птахи підводяться над водою, витягнувши похило шию вгору і піднявши дзьоб, одночасно ляскаючи лапами по воді. Іноді один з партнерів кидається на супротивника з піднятими крилами. Під час бійки супротивники клюють один одного в голову або шию, іноді навіть атакують з-під води. Агресію в гніздовий період червоношия гагара проявляє і відносно інших видів птахів, особливо качок, причому виражається вона в основному демонстративними кидками і пірнанням.
Гніздо червоношиї гагари влаштовують або на суші, або на воді. Гнізда першого типу характерні для оліготрофних озер різної глибини. Гніздо розташовується на березі абсолютно відкрито, близько самого урізу води (не далі 30-40 см), так щоб птах міг легко на нього вилізти і зійти з нього у разі небезпеки. До гнізда зазвичай веде лаз, по якому висиджуючий птах зісковзує у воду (іноді таких лазів буває два). Найчастіше птахи влаштовують гніздо на невеликих мисках або на острівцях, але іноді і на абсолютно рівному березі. Гніздо будують обидва члени пари, воно є щільно утрамбованою купою моху, стебел осоки або арктофіли, іноді з додаванням водоростей, які птахи дістають з дна водойми. На вершині гнізда є добре виражене поглиблення — лоток. Розміри гнізда: діаметр 25-35 см, діаметр лотка 18-20 см, глибина лотка 3-5 см. Як правило, гніздова підстилка просякнута водою, але іноді гніздо влаштовується на сухій сфагновій купині. Трохи інакше влаштовані напівзанурені гнізда на мілководних озерах з розвиненою прибережною рослинністю: гніздовий матеріал птахи укладають у воду в густих заростях осоки або арктофіли на глибині 30-80 см так, щоб готове гніздо, що має форму зрізаного конуса, підтримувалося цими стеблами у воді. Будова буває в таких випадках досить масивною, хоча над водою виступає всього на 5-8 см Звичайне таке гніздо добре укрито навколишньою рослинністю. Підстилка завжди просякнута водою.
Копуляція відбувається на суші. Передкопуляційний ритуал розпочинається із занурення дзьобів у воду і шумного пірнання, причому обидва партнери спочатку лежать на воді один проти одного, витягнувши назустріч шиї під кутом 45°, і в темпі, що прискорюється, одночасно опускають дзьоби у воду, а потім пірнають кидком і розвертаються під водою. Демонстрація повторюється кілька разів. Після цього самиця повільно пливе вздовж берега з підвернутим до грудей дзьобом і, вибравши відповідне місце, вибирається на сушу, де завмирає, іноді імітуючи спорудження гнізда. Це може повторюватися кілька разів, перш ніж самець піде за самицею на берег. Під час копуляції самець тримається на спині самиці майже вертикально з опущеною вниз головою. Після копуляції, яка триває 10-20 секунд, самець відразу ж повертається у воду а самиця деякий час продовжує залишатися на суші, продовжуючи імітацію будування гнізда, іноді витягнувши горизонтально шию. Копуляція повторюється близько шести разів на добу з часу утворення території до відкладання яєць, іноді і довше. Зрідка копуляція відбувається на воді поза гніздовою територією.
Відкладання яєць зазвичай починається в Західній Європі в середині травня, на Білому морі у кінці травня — початку червня, в тундрі Західного і Східного Сибіру — в другій-третій декадах червня. При холодних затяжних веснах початок відкладання може відбуватися навіть в першій половині липня (на Ямалі в 1978 р. 10-14 липня). Інтервал між відкладанням яєць 24-36 годин, але зрідка значно довше (до восьми діб). Повна кладка в переважній більшості випадків складається з двох яєць (80-90%), значно рідше з одного (10-20%) і як найбільша рідкість — із трьох. Нормою є одна кладка в році, але при втраті кладки на початку інкубації птахи можуть відкласти другу з інтервалом в п'ять-сім днів. Яйця еліпсоїдно-подовженої форми, шкаралупа слабо зерниста, забарвлення складне, основний фон від зеленувато-оливкового до темного оливково-бурого, малюнок у вигляді чітких неправильних буро-чорних рідкісних плям і цяток, безладно розкиданих по шкаралупі, іноді плями майже відсутні. Шкаралупа із слабким маслянистим блиском, у міру насиджування блиск помітно посилюється. Середній розмір яєць 71,2×45,4 мм, вага 74,0 г.
Насиджування розпочинається з першого яйця, насиджують обидва члени пари, але самиця значно більше. При наближенні небезпеки насиджуючий птах частіше завчасно сходить непомітно на воду і плаває недалеко від гнізда, не відлітаючи навіть при наближенні людини. Іноді ж птах підпускає людину впритул і вилітає з-під ніг, тут же сідаючи на воду. Вільний від насиджування птах або знаходиться на воді поблизу від гнізда, або відлітає на харчування до відповідної водойми.
Тривалість інкубації 24-29 діб. Пташенята народжуються асихронно, вага новонародженого пташеняти близько 65 г при загальній довжині 160 мм. Впродовж першої доби пташенята залишаються в гнізді, де їх обігрівають батьки. Надалі їх обігрівають у відповідних місцях на березі, куди іноді перевозять на спині. Впродовж одного-двох тижнів один із батьків невпинно знаходиться при пташенятах, у відсутність батьків пташенята ховаються в прибережній рослинності або під берегом. Починаючи з третього тижня батьки залишають пташенят надовго під час кормової відсутності, а іноді навіть переводять їх на більші озера. Пташенята не можуть ходити по суші, а пересуваються своєрідними стрибками.
Починаючи з другого дня батьки годують пташенят, приносячи в дзьобі дрібну рибу, ракоподібних або рослинну їжу. Хоча пташенята можуть плавати і пірнати з першого дня життя, самостійно добувати корм вони не уміють і випрошують його, плаваючи перед батьками, пищачи та клюючи їх в груди і дзьоб. Як і у інших видів гагар, між пташенятами виразно розвинені конкурентні стосунки, пташенята агресивні, і сімейні зв'язки між ними відсутні. Дуже слабкий і зв'язок між пташенятами та батьками. Самостійно годуватися пташенята починають у віці чотирьох-шести тижнів, і сімейна група зазвичай розпадається через вісім-десять тижнів, але окремих пташенят батьки іноді продовжують годувати і пізніше, після переселення на озера або море. Пташенята починають літати на 38-48-й день, коли вони повністю оперені. Величина гніздової смертності (загибель кладок і пухових пташенят) для Шетландських островів: за Дж. Банді, з 91 яйця вилупилося 29,7%, піднялося на крило 19,8%. При середній величині кладки 1,8 на гніздову пару залежно від типу і величини водойми доводиться за сезон 0,37-0,46 пташенят.

## Охорона
Стан більшості природних популяцій виду в межах ареалу залишається більш-менш стабільним. Саме тому він, згідно Червоного списку МСОП, отримав охоронний статус «відносно благополучний вид». Але в окремих регіонах спостерігається тенденція до зниження чисельності популяції виду, що потребує запровадження охоронних заходів. Тому, гагара червоношия занесена до Додатку ІІ Бернської конвенції (охоронна категорія: вид підлягає особливій охороні) та Резолюції 6 (види, що потребують спеціальних заходів збереження їхніх оселищ) цієї ж конвенції. Крім того, вид охороняється Боннською конвенцією (Додаток ІІ. Види, стан яких є несприятливим), а також Директивою Європейського Союзу 2009/147/ЄС «Про захист диких птахів» (Додаток І. Види і підвиди, що знаходяться під загрозою вимирання, які є вразливими, рідкісними або специфічними з екологічної точки зору). На регіональному рівні в Україні гагара червоношия занесена до Червоних книг/списків тварин Дніпропетровської та Харківської областей.

## Практичне значення
Червоношия гагара формально належить до мисливсько-промислових видів птахів. Проте правильного регламентованого полювання на неї не ведеться. Корінне населення Крайньої Півночі використовує м'ясо червоношийої гагари в їжу, але добуває її в основному випадково, попутно з іншими видами птахів і в значно меншій кількості, ніж поширенішу чорношию гагару. 
Зі шкірок червоношиїх гагар, знятих з шиї і живота, у минулому виготовлялися дамські капелюхи і легкі декоративні коміри й аплікації, але нині ці вироби повністю вийшли з моди, і промисел припинився. Збиток рибному господарству червоношия гагара у зв'язку з невеликою загальною чисельністю не заподіює. 